# Straszak
Straszak (Mormoops) – rodzaj ssaków z rodziny straszakowatych (Mormoopidae).

## Rozmieszczenie geograficzne
Rodzaj obejmuje gatunki występujące w Ameryce.

## Morfologia
Długość ciała (bez ogona) 52–73 mm, długość ogona 18–30 mm, długość ucha 10–16 mm, długość tylnej stopy 9–14 mm, długość przedramienia 43–61 mm; masa ciała 6–22 g.

## Systematyka
Rodzaj zdefiniował w 1821 roku angielski przyrodnik William Elford Leach w artykule zatytułowanym Postacie siedmiu rodzajów nietoperzy z liściastymi wyrostkami na nosie, opublikowanym w czasopiśmie „Transactions of the Linnean Society of London”. Gatunkiem typowym jest (oznaczenie monotypowe) straszak antylski (M. blainvillei). 

### Etymologia
- Mormoops (Mormops): gr. μορμώ mormō ‘postrach, straszydło, straszak’; ωψ ōps, ωπος ōpos ‘wygląd’[11].
- Aello: w mitologii greckiej Aello (gr. Αελλω Aellō, łac. Aello) była jedną z harpii zobowiązaną przez bogów do zawierania pokoju oraz karania za zbrodnie[12]. Gatunek typowy (oznaczenie monotypowe): Aello cuvieri Leach, 1821 (= Mormoops blainvillii Leach, 1821).

### Podział systematyczny
Do rodzaju należą następujące występujące współcześnie gatunki:
| Grafika | Gatunek               | Autor i rok opisu     | Nazwa zwyczajowa    | Podgatunki         | Rozmieszczenie geograficzne | Podstawowe wymiary                                     | Status IUCN |
| ------- | --------------------- | --------------------- | ------------------- | ------------------ | --- | ------------------------------------------------------ | ----------- |
|         | Mormoops blainvillei  | Leach, 1821           | straszak antylski   | gatunek monotypowy | Kuba, Jamajka, Haiti, Dominikana i Portoryko (wraz z wyspą Mona) | DC: 3,2–5,6 cm DO: 2,8–3 cm DP: 4,3–5 cm MC: 6–11 g    | LC          |
|         | Mormoops megalophylla | (W.C.H. Peters, 1864) | straszak jaskiniowy | g4 podgatunki      | południowe Stany Zjednoczone (południowo-zachodnia Arizona i Teksas) i Kalifornia Dolna (Meksyk) na południe do Nikaragui, Kolumbia, Ekwador, północno-zachodnie Peru i Wenezuela, także Aruba i Trynidad i Tobago (Trynidad); zakres wysokości: do 3000 m n.p.m. | DC: 5,6–7,3 cm DO: 1,8–3,1 cm DP: 5–6,1 cm MC: 11–22 g | LC          |

Kategorie IUCN:  LC  – gatunek najmniejszej troski.
Opisano również gatunek wymarły z późnego plejstocenu dzisiejszej Kuby:
- Mormoops magnus Silva-Taboada, 1974 – straszak olbrzymi